# Özge Samancı

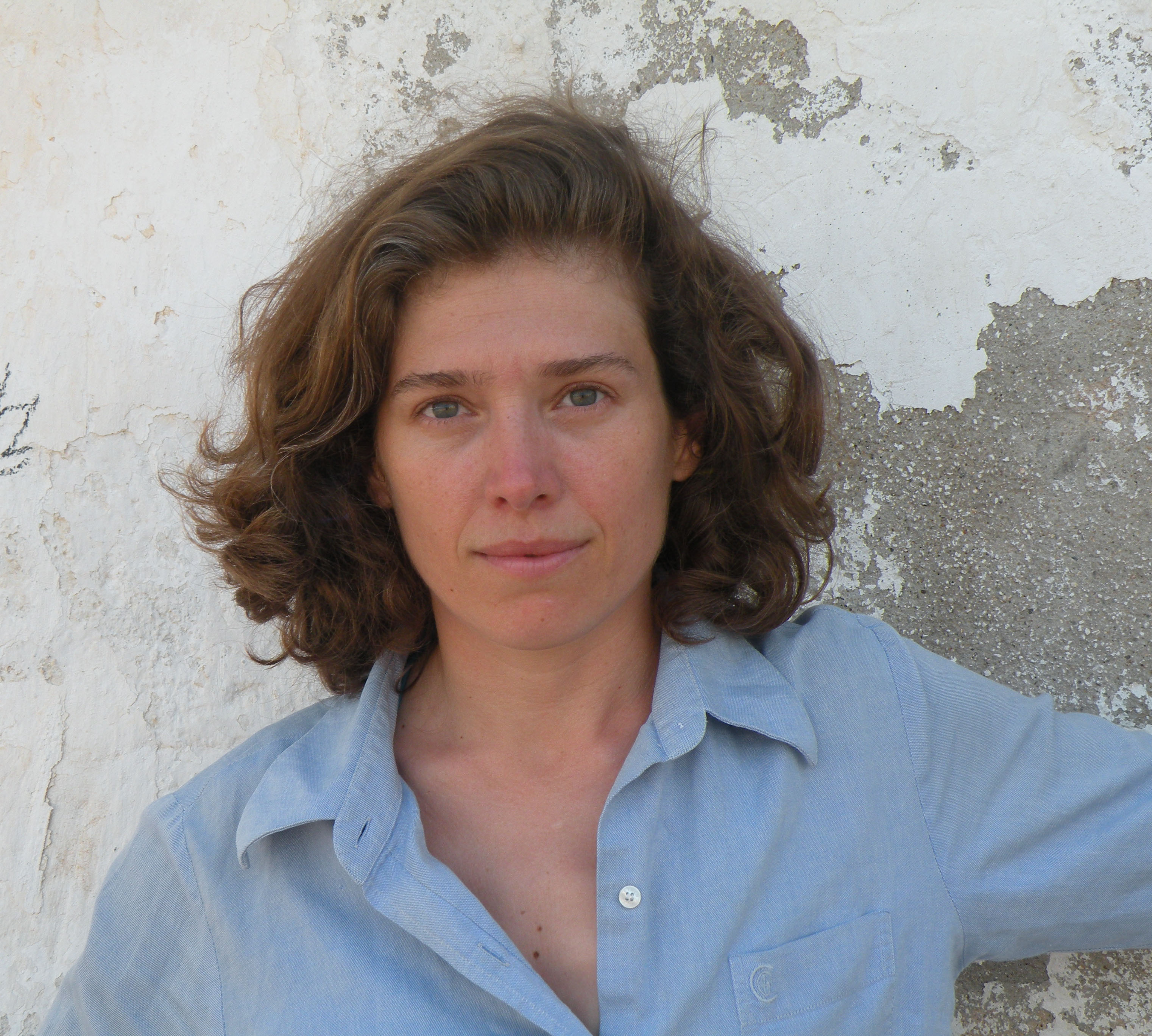
Özge Samancı, 2014

Özge Samancı (* 21. Juli 1975 bei Izmir) ist eine türkische Comiczeichnerin und Installationskünstlerin.

## Leben und Ausbildung
1999 schloss sie ihr Mathematikstudium an der Bosporus-Universität in Istanbul ab und beendete 2001 ihr Masterstudium am Film- und Fernsehinstitut der Bilgi Universität. Nachdem sie sich entschieden hatte, mit dem Zeichnen ihren Lebensunterhalt zu verdienen, fing sie an, jeden Tag bis zu zehn Stunden zu zeichnen, um ihre Technik zu verbessern. Sie hatte einen Nebenjob als Lehrassistentin am Designinstitut, da sie mit ihrer Anstellung als Zeichnerin bei einem der bekanntesten türkischen Satiremagazine, LeMan, lediglich 100 Dollar im Monat verdiente. Ihre Comics wurden außerdem in den monatlich erscheinenden Magazinen Milliyet Sanat und Altyazi veröffentlicht. Samanci immigrierte 2003 in die USA und begann ein zweites Masterstudium an der School of Communication Studies in Ohio, das sie 2005 abschloss. Ihre Dissertation über digitale Medien verfasste sie 2009 an der School of Literature Communication and Culture am Georgia Institute of Technology. Von 2009 bis 2011 war sie am Department of Art and Practice der Berkeley Universität in Kalifornien angestellt und lehrte danach am Department of Radio, TV and Film an der Northwestern University.
2016 war sie Jurymitglied der Auszeichnung Das außergewöhnliche Buch des Kinder- und Jugendprogramms des Internationalen Literaturfestivals Berlin.

## Künstlerische Tätigkeit
Ordinary Things ist ein Online-Tagebuch Samancis, auf dem sie verschiedene alltägliche oder politische Beobachtungen in Comic- oder Collagen-Form festhält. Eigentlich sollte es ein Blog für ihre Freunde werden, doch die Leserschaft wuchs bald über Samancis Bekanntenkreis hinaus.
Planting Comics war eine Ausstellung von Juni bis November 2010, bei der unterschiedliche, mit Comics bedruckte Keramikkacheln im botanischen Garten der University of California ausgestellt wurden.
Samancis Comics werden in verschiedenen türkischen Zeitschriften und Magazinen veröffentlicht, einige ihrer Werke wurden bei verschiedenen Ausstellungen gezeigt. Neben Comics arbeitet Samanci an interaktiven Installationen, die einen Bezug zwischen Mensch und Technik herstellen und den Eingriff des Menschen in die Natur thematisieren. Beispiele dafür sind Fiber Optic Ocean, die sich mit der Relativität der wahrgenommenen Zeit auseinandersetzende Installation Sneaky Time und Relative Friend. Samanci lehrte an verschiedenen Colleges.
2015 erschien ihre autobiografische Graphic Novel Dare to Disappoint: Growing up in Turkey. Diese erzählt die Geschichte der kleinen Özge, die davon träumt, Taucherin zu werden. Ihre Eltern wollen jedoch, dass aus ihr und ihrer Schwester Ingenieurinnen werden. In der Türkei gibt es zu der Zeit jedoch Konflikte zwischen Vertretern der Säkularisierung und Fundamentalisten. Özge versucht in dieser Welt, einen Weg für sich zu finden, der nicht nur die Gesellschaft und ihre Eltern zufrieden stellt, sondern auch sie glücklich macht. Das Buch ist in 15 Kapitel eingeteilt, die anekdotenhaft verschiedene Episoden aus Özges Leben schildern.

## Öffentliche Auftritte
Özge Samanci hat im September 2016 einen Auftritt im Kinder- und Jugendprogramm des 16. Internationalen Literaturfestivals Berlin.